# Pentopetia albicans
Pentopetia albicans är en oleanderväxtart som först beskrevs av Henri Lucien Jumelle och H. Perrier, och fick sitt nu gällande namn av J. Klackenberg. Pentopetia albicans ingår i släktet Pentopetia och familjen oleanderväxter. Inga underarter finns listade i Catalogue of Life.